# Pronásledování katolické církve v Československu

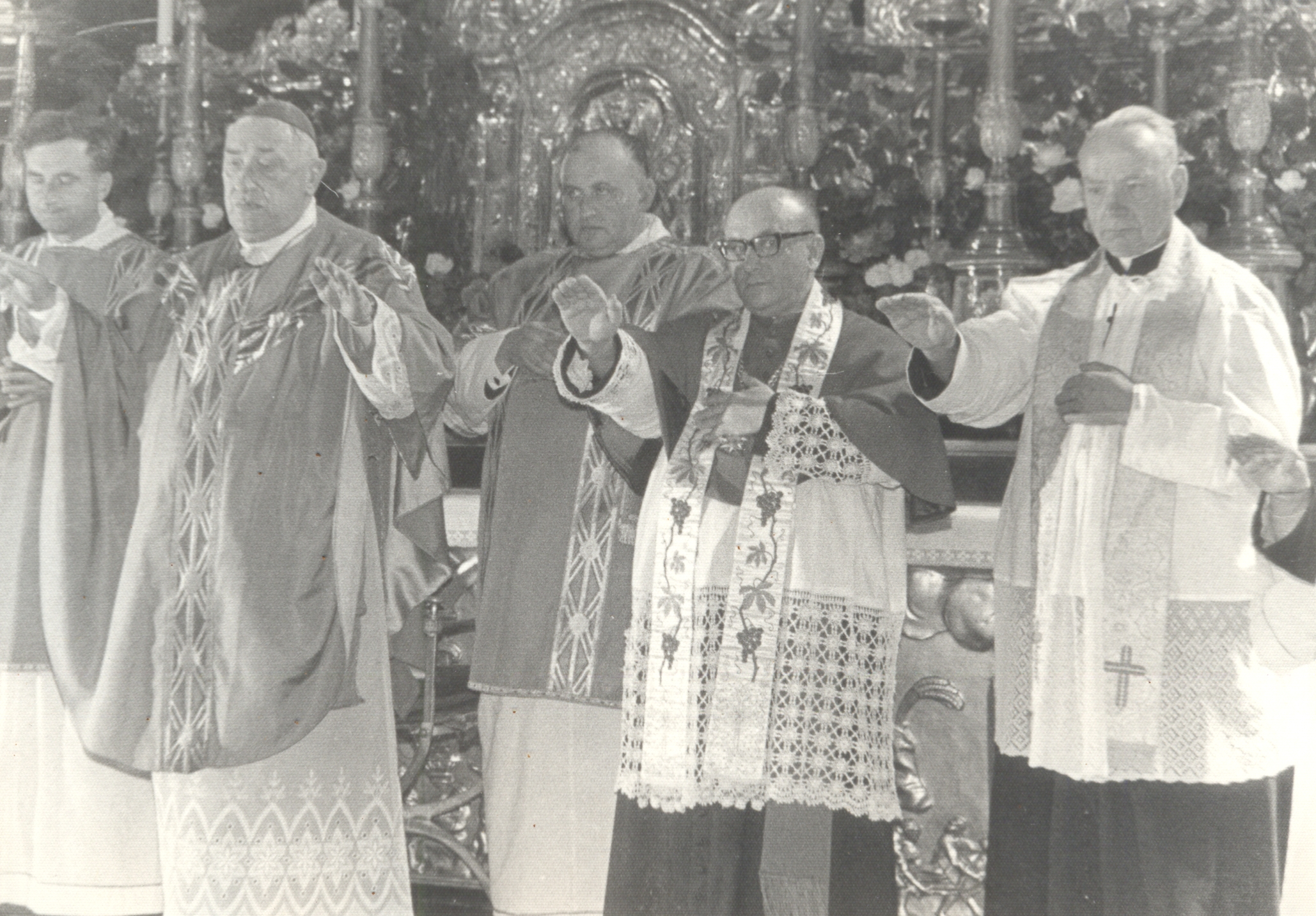
Štěpán Trochta (v popředí vlevo), Václav Truxa (uprostřed) a Josef Hendrich (vpravo), cca 1970 (katedrála, Litoměřice)

Pronásledování katolické církve v Československu byl proces, probíhající systematicky v letech 1948–1989, nicméně na Slovensku a v Sudetech se ocitla katolická církev pod tlakem a perzekucemi ze strany komunistů a jimi ovládaných úřadů již v roce 1945.
Pronásledování mělo mnoho podob a týkalo se jak církve jako celku, tak jejích jednotlivých členů. U církve jakožto organizace šlo o naprostou likvidaci nezávislého církevního tisku, vytlačení církve ze společnosti do kostelů, podrobení řady čistě církevních záležitostí kuratele státu, likvidaci řádů a řeholních kongregací, zákonně neodůvodněnou internaci či věznění vysokých církevních hodnostářů a zásahy do obsazování církevních úřadů, resp. znemožnění jmenování do nich. Snahou komunistického režimu bylo také přepisovat a upravovat dějiny českého a moravského národa tak, aby v něm katolická církev působila jako negativní činitel. K tomuto účelu věnovala i velké finanční prostředky, které využila na tvorbu tendenčních historických snímků.
U jednotlivců docházelo k justičním i méně institucializovaným vraždám, věznění a mučení (které řadu obětí zabilo nebo zničilo jejich zdraví natolik, že zemřely krátce po propuštění) a k výrazné a systematické diskriminaci katolíků v přístupu k vyššímu vzdělání a významnějším pozicím ve společnosti.
Československé pronásledování katolické církve je běžně označováno za nejkrutější v rámci té části poválečné komunistické části Evropy, která nebyla přímo připojena k vlastnímu území SSSR, jde však o diskutabilní tvrzení (o špičkový post se uchází i Jugoslávie a Albánie).
Intenzita pronásledování katolické církve v Československu kolísala – za nejkrutější éru lze označit konec 40. a počátek 50. let, naopak do značné míry bylo omezeno v letech 1968–1969.
Obzvláště tvrdě dopadlo pronásledování na řeckokatolickou církev, která byla zinscenovaným Prešovským soborem roku 1950 násilně sloučena s pravoslavnou církví a její existence byla až do roku 1968 zcela zakázána.

## Ideologická východiska

### Komunismus
Komunismus je ideologie založená mimo jiné na ateismu a tzv. vědeckém materialismu. Náboženství je podle Marxe součástí ideologie, která odráží stávající socioekonomické podmínky. Jako takové hraje především stabilizační roli; brání utlačovaným skupinám obyvatelstva rozpoznat svou vlastní společenskou situaci, místo které mu nabízí iluzorní únik do náboženských představ (náboženství je opiem lidu). Tak náboženství pomáhá udržet stávající řád a je překážkou v emancipaci lidstva. Podle komunistů v průběhu ustavení beztřídní společnosti zaniknou sama od sebe či budou zničena.
Komunistická strana Československa v intencích těchto tezí předpokládala naprostou likvidaci církví a náboženských společností a vymýcení náboženství. Těchto cílů mělo být dosaženo částečně násilím, částečně indoktrinací ve školách a pečlivou selekcí budoucí inteligence. Počítalo se však s možností, že po přechodnou dobu bude trpěna (a případně i do jisté míry organizačně podporována) existence a činnost těch církví a náboženských společností, které budou ochotny podřídit svou činnost komunistické politice a požadavkům.
Nejtvrdším perzekucím a útokům měla čelit katolická církev, která byla v Československu nejsilnější (ještě v roce 1950 se k ní minimálně formálně hlásily tři čtvrtiny všeho obyvatelstva v Českých zemích) a jejíž hlava (papež) sídlila mimo dosah komunistického bloku. Předpokládalo se, že řeckokatolická církev bude násilím spojena s ruskou pravoslavnou, zatímco římskokatolická církev bude oddělena od Říma a přeměněna na národní církev plně ovládanou státem. (Druhá část tohoto plánu se později ukázala jako naprosto nerealizovatelná.)

### Katolicismus

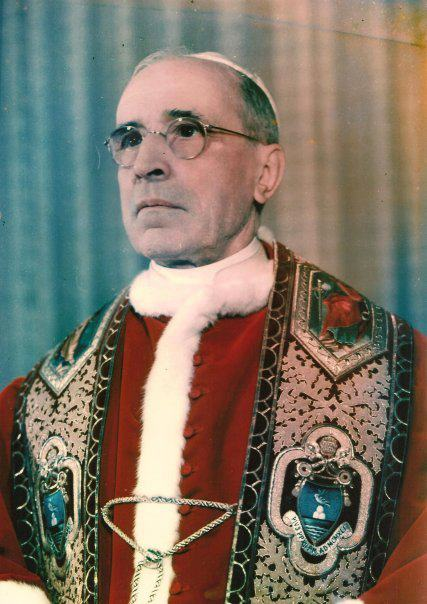
Papež Pius XII. v roce 1953

Katolická církev si byla vědoma nepřátelství komunistů vůči náboženství a ke komunismu zaujala striktně odmítavý postoj. Oficiálně jej deklarovala jako křesťanství nepřátelskou a s křesťanstvím neslučitelnou ideologii, kterou kladla na roveň nacismu, ovšem s předpokladem, že komunismus je mnohem nebezpečnější, neboť lépe maskuje svoji hrůznou podstatu. V roce 1949 gradovalo nepřátelství mezi katolickou církví a komunistickým blokem (zejména z důvodu pronásledování silných katolických komunit v nových zemích komunistické sféry a v důsledky systematické snahy komunistů v těchto zemích infiltrovat katolickou církev a ovládnout ji zevnitř a zezdola) a papež Pius XII. podepsal výnos, který exkomunikoval členy komunistických stran, podporovatele a spolupracovníky komunismu a zdůraznil, že automatická exkomunikace dolehne na každého, kdo do strany založené na komunistické ideologii vstoupí.
Českoslovenští katoličtí biskupové se po celou dobu snažili vyhnout přímé a plné konfrontaci s novou komunistickou vládou. Byli si vědomi jak toho, čeho jsou komunisté schopni, tak faktu, že takovou konfrontaci nemohou vyhrát. Požadovali ovšem, aby stát nezasahoval do vnitrocírkevních záležitostí a aby ponechal církvi alespoň minimální prostor k veřejnému působení. Současně bylo jednoznačně dáno, že církev nemůže nijak podpořit nový režim a politický systém. Komunisté měli zcela jiné plány: hodlali církev zcela vytlačit z veřejného života (výjimkou byly případy, kdy byla pro komunistické vedení důležitá, ale jinak na ni bylo poukazováno jako na buržoazní přežitek) a ovládnout ji a vyžadovali od ní pozitivní hodnocení a podporu svých cílů a svého konání. Za těchto okolností se nedal kompromis najít a ke konfrontaci muselo nutně dojít.

## Předehra

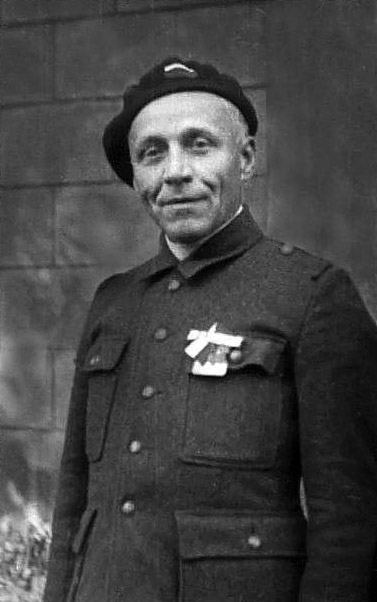
Josef Beran v koncentračním táboře Dachau po osvobození v roce 1945

První útoky proti katolické církvi byly zahájeny již během osvobozování Československa a v krátkém období v letech 1945–1948. Mnohé církevní spolky a organizace se staly (zejména na Slovensku) terčem útoků, které byly konány pod záminkou zúčtování se slovenským fašismem, došlo k několika zatčením a pokusům odsoudit církevní představitele (např. biskup Ján Vojtaššák, jezuita Tomislav Kolakovič), což se však obvykle nedařilo, protože státní soudy byly ještě v mnoha ohledech nezávislé. Docházelo též k nezákonným konfiskacím církevního majetku v Sudetech (odůvodňovány byl poukazem na Benešovy dekrety a tvrzením, že jde o německý majetek; šlo však jednoznačně o majetek církevní, který měly osoby německé národnosti pouze ve správě). V českých oblastech bylo pro komunisty proticírkevní tažení mnohem komplikovanější, protože zde byla katolická církev jednoznačně chápána jako silná protinacisticky zaměřená organizace, která obstála se ctí, jak konstatoval v jednom ze svých tehdejších projevů i Zdeněk Nejedlý. V jejím čele stáli vězni z nacistických koncentračních táborů (např. biskupové Beran a Trochta), církev též několikrát dala nepřehlédnutelnými diplomatickými kroky na nejvyšší úrovni najevo, že respektuje hranice Československa (zejména změnou hranic diecézí v roce 1937 a odmítáním dalších úprav hranic diecézní správy, které požadovalo nacistické Německo po Mnichovské dohodě), jakož i že Protektorát Čechy a Morava neuznává za součást Německa (např. střet nad jmenováním Antonína Eltschknera). Více podrobností v článku Vatikán a nacistické Německo.
Komunisté ovšem již v této fázi usilovali o obecné omezení církve – šlo o prosazování myšlenky jednotné školy, která měla mimo jiné znamenat likvidaci nebo alespoň ovládnutí církevního školství (v Českých zemích, na Slovensku bylo prakticky zlikvidováno již v roce 1945) a další pozemkové reformy, které měly mimo jiné zabrat pozemky jak podnikatelů, tak i právě církví. Značná část těchto opatření byla prosazena až po Únoru 1948, některé jejich body však již dříve. Představitelé katolické církve se v této době snažili politickým otázkám vyhýbat a omezili se na obranu proti zásahům státu a kritiku kroků, které měly podle jejich názoru poškodit církev. I političtí představitelé katolicismu byli (díky drtivému úspěchu komunistů a levicových stran obecně ve volbách v roce 1946) v hluboké defenzívě, jejich pozici navíc ztěžovaly velmi chladné vztahy mezi českými a slovenskými katolíky.

## Únor 1948

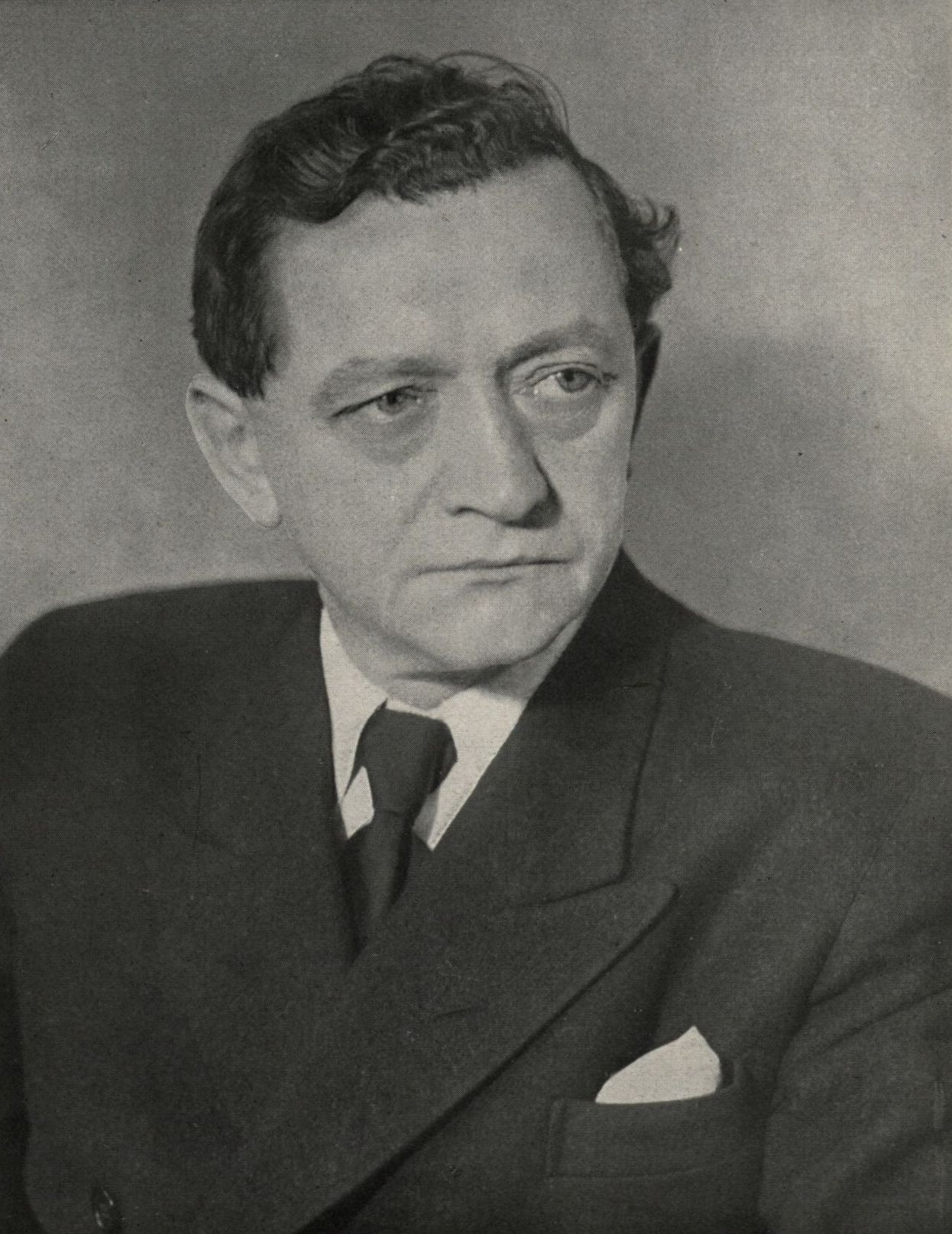
Alois Petr v roce 1948

Únorový převrat proběhl rychle a v podstatě bez odporu oficiálních církevních struktur. Ministři stran politicky reprezentujících katolíky (Československá strana lidová a Demokratická strana) odstoupili společně s ministry ostatních demokratických stran. Po dokončení převratu pak následně došlo k likvidaci či obrodě jejich stran. Oddíly tvořené komunisticky uvědomělými občany (většina z nich však nebyla členy strany) násilím zabraly sekretariáty a pobočky strany lidové a nakonec zvolily nové vedení v čele s Aloisem Petrem a Josefem Plojharem (stalo se tak po rezignaci řádného vedení v čele s Janem Šrámkem a Františkem Hálou, které ovšem ještě před svou rezignací Plojhara i Petra ze strany vyloučilo). Asi nejviditelnější známkou odporu proti komunistickému převratu mezi lidem byly demonstrace studentů, jejichž jádro tvořili členové křesťanských a národněsocialistických studentských spolků, ty však byly násilím rozehnány lidovými milicemi a příslušníky SNB.

## Začátek pronásledování
Komunistická strana se na boj s církví dlouhodobě připravovala. Je nepochybné, že základní představy o vyřešení náboženských problémů měli vůdci komunistů mnohem dříve, než Klement Gottwald vyhlásil na schůzi ÚV KSČ dne 9. června 1948: „Pryč od Říma a směrem k národní církvi… Je nutné církev neutralizovat a dostat ji do svých rukou tak, aby sloužila režimu…“ Podporu v tomto boji měl komunistické straně zajistit stání aparát i komunistické mezinárodní organizace, v první řadě Informbyro. Boj se rozjížděl pomalu, církev se mu snažila vyhnout a komunistická strana nechtěla věc uspěchat a doufala v to, že se jí podaří církev do určité míry využít a možná i získat na svou stranu některé katolické biskupy a kněze.
Pokud však boj proti oficiálním církevním strukturám začínal pomalu, proti řadovým věřícím začal už mnohem dříve. Již den po převratu byly zřízeny tzv. akční výbory Národní fronty, které začaly čistit významné pozice v podnicích a celé školství a vědecká pracoviště od politicky nespolehlivých pracovníků. Zejména ve školství byla příslušnost k církvi, obzvlášť římskokatolické, pro učitele, ale i studenty ve většině případů dostatečným důvodem pro vyloučení či nepřijetí.[zdroj?] Stát zlikvidoval spolu s ostatními nezávislými postupně také i katolický tisk (což později odůvodňoval „nedostatkem papíru“, ačkoliv komunistický tisk měl papíru nadbytek[zdroj?]). Jeho částečnou obnovu podmiňoval tím, že on určí složení vedení i redakčních rad, což bylo pro církev nepřijatelné.
Po tisku likvidovala komunistická vláda i další katolické organizace, zejména ty, co měly co do činění s výchovou či měly masový charakter, a mohly tak ovlivňovat mnoho lidí. V březnu 1948 byly násilně sloučeny všechny tělovýchovné jednoty a spolky do nové celostátní organizace Sokol. Zanikla tím mimo jiné katolicky orientovaná tělovýchovná jednota Orel. V dubnu 1948 byl přijat zákon o jednotné škole, který posléze vedl k likvidaci církevního školství. O rok později byl násilně sloučen Junák do celostátní organizace ČSM Československý svaz mládeže, který dále působil jako politický indoktrinační spolek, vedoucí děti ke komunistickému smýšlení. Skautské ideály byly označeny za buržoazní a nepokrokové a postupně byly v rámci ČSM likvidovány – v prvé řadě se to týkalo katolických oddílů a družin [zdroj?].

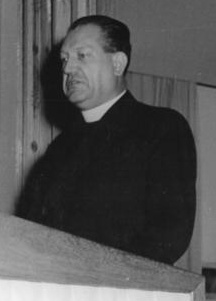
Josef Plojhar v roce 1958

Souběžně se stále rychlejší likvidací katolických organizací a tisku vyslovil režim ústy Alexeje Čepičky požadavek, aby církev vyslovila jednoznačnou podporu režimu a naznačil, že by to mohlo vést k uvolnění. Biskupové to odmítli s poukazem na nadstranickost církve, která se nemá vázat na žádný režim. Zároveň se objevilo jedno z největších ohnisek sváru mezi církví a KSČ pro příští roky, když arcibiskup Beran i další biskupové zakázali kněžím politickou činnost. Podle tohoto rozhodnutí, jdoucího v trendu soudobých snah katolické církve vyvázat kněze z politiky, neměli kněží kandidovat na žádné politické funkce, a pokud už nějakou měli, měli na ni rezignovat. To postihlo zejména tzv. vlastenecké kněze v čele s Josefem Plojharem. Když ti nařízení ignorovali, vyústila celá situace v ostrý střet mezi státem a církví.
V květnu byla přijata nová ústava, která měla teoreticky garantovat práva občanů, praktický výsledek však byl přesně opačný – v rukou komunistického zákonodárství a justice poskytla potřebný rámec pro restrikce. Den poté byla zahájena jednání mezi státem (Čepičkova církevní komise) a církví (biskupové Trochta, Lazík a další). Jednání poznamenávalo napětí plynoucí z toho, že Čepičkovými poradci na jednání byli „vlastenečtí" kněží Plojhar a Josef Beneš, z nichž minimálně Plojhar byl považován za zrádce a odpadlíka. Vedoucí roli na straně církve zastával litoměřický biskup Štěpán Trochta, který zároveň zastával pozici co největší vstřícnosti vlády. Jeho pozice však byla oslabena jednak nesouhlasným postojem a pasivní rezistencí formální hlavy katolické církve v Československu, arcibiskupa Berana, jednak ji podkopávala nedůvěryhodnost vládní strany, která systematicky porušovala dohody, neplnila sliby a postupně zvyšovala své požadavky.
Na konci května se konaly zmanipulované volby do parlamentu, v nichž však byla pouze jednotná kandidátka Národní fronty. V červnu odstoupil nemocný prezident Edvard Beneš, když předtím odmítl podepsat komunistickou ústavu a nahradil jej Klement Gottwald. Pražský arcibiskup Josef Beran sloužil na jeho počest slavnostní Te Deum, (Tato slavnostní mše byla u nás při příležitosti zvolení prezidenta sloužena u 3 prezidentů: předtím v roce 1938 při zvolení Emila Háchy, v roce 1948 při zvolení Klementa Gottwalda a v roce 1990 při zvolení Václava Havla). Vztah církve a státu se stále zhoršoval a jednání se státem nabírala přes smírčí snahy biskupa Trochty konfrontační charakter. Komunisté se pokusili Te Deum využít jako důkaz podpory režimu ze strany církve, na což Beran reagoval veřejným prohlášením, že komunisté si sice mohou Te Deum objednat a on jim musí vyhovět bez toho, že by to cokoliv znamenalo, tím však druhou stranu urazil a rozzuřil. Ještě větší rozbušku představovala suspenzace a exkomunikace Josefa Plojhara, kterého arcibiskup Beran potrestal za ignorování zákazu kandidatury ve volbách a přijetí postu v komunistické vládě. Beran odmítl vydírání ze strany státu a přes jeho enormní nátlak ani jeden z církevních trestů neodvolal. Vztah mezi církví a státem přerostl v otevřenou válku.

## Nejtvrdší fáze pronásledování
Související informace naleznete v článcích Proces Machalka a spol., Akce K a Katolická církev v komunistickém Československu#Internace episkopátu (1949–1963).
V červnu začalo zatýkání některých nepohodlných církevních osobností. Jednou z nich byl převor dominikánského kláštera ve Znojmě, Jakub Antonín Zemek (zatčen v červnu 1948, odsouzen v září téhož roku). V listopadu 1948 navštívili českoslovenští biskupové Beran, Čársky a Trochta Vatikán. Papež Pius XII. a jeho poradce Tardini je varovali, že naděje na rychlý pád komunismu není reálná a že je třeba se připravit na dlouhý život v totalitě. Pius XII. vyzval biskupy, aby se snažili protahovat jednání a v získaném čase připravili církev na život v totalitě, a za tímto účelem jim udělil tzv. mexické fakulty. V lednu 1949 zaslali biskupové vládě memorandum, které žádalo nápravu největších křivd a nezákonností spáchaných v roce 1948 vůči církvi a na ni napojeným organizacím a požadovala splnění slibů Čepičkovy církevní komise o zachování církevního školství. ÚV KSČ se k němu vyjádřil v tom smyslu, že zlepšení může církev očekávat jen tehdy, pokud bude plně spolupracovat se státem. V únoru byla opět zahájena jednání mezi biskupy a státem, která se i nadále vedla (zejména ze strany státu) ve velmi konfrontačním duchu. Čepička požadoval vyhlášení loajality k výročí února, přičemž zdůraznil, že než bude text zveřejněn, musí být přečten a zrevidován jeho církevní komisí, kterýžto požadavek považovali církevní představitelé za naprosto nehorázný.
Dne 22. března 1949 měla biskupská konference jednat o požadavcích státu, jednání ale bylo hned na začátku přerušeno, neboť v zasedací místnosti bylo objeveno odposlouchávací zařízení. Arcibiskup Beran protestoval u ministra vnitra Noska a dopisem i u předsedy vlády Zápotockého, který mu odpověděl, že česká policie odposlechy nepoužívá (což bylo směšné tvrzení i dle tehdejšího obecného povědomí) a že zařízení tam nejspíše instaloval Vatikán nebo cizí zpravodajská služba. Zároveň poradil Beranovi, že by bylo lepší, kdyby si každý z biskupů vyžádal ochranu policie.
Beran poté napsal Noskovi, že vláda získává podezřele rychle podezřele přesné informace o průběhu zasedání biskupské konference a zopakoval obvinění, že zařízení bylo instalováno Noskovými podřízenými. Přidal k němu další obvinění týkající se odposlouchávání telefonů a otevírání pošty a prohlásil, že církev takovéto metody nemohou překvapit, protože je dobře zná z dob nacistické totality.
Dopis zůstal bez odpovědi kromě dalších kroků vlády: omezení církevních finančních sbírek, zákaz jakéhokoliv školení a vyučování lidí mimo kostel a pořízení podrobného soupisu všech náboženských spolků a jejich představitelů jako podkladu pro další akce a zesílení štvavé kampaně proti církvi, jejím představitelům a Vatikánu. Čepička bez problémů prosadil ve vedení strany tajné usnesení opírající se o jeho koncepci, která počítala se záborem většiny dosud nezabraného církevního majetku, odtržením obyčejných katolíků od kléru a kléru od biskupů a převedení katolíků pod národní církev, jejíž páteří měla být stávající církev československá husitská. Kněžskou službu zde měli pro první rok vykonávat husitští kněží, tzv. vlastenečtí kněží a asi 300–500 spolehlivých občanů, které stát vybere z absolventů letošních maturitních ročníků a nechá projít rychlokurzem.
Koncem dubna zaslali českoslovenští biskupové nové memorandum vládě a oběžník duchovenstvu, v němž popřeli některé nepravdivé informace šířené státní propagandou, popsali nejtěžší formy útlaku, kterým církev musí čelit a nepřímo vyzvali kněze, aby se připravili na další, mnohem těžší perzekuce. Krátce poté započala první fáze Čepičkova plánu, která spočívala v likvidaci československé Katolické akce a jejím následným nahrazením komunisty a jejich spolupracovníky řízenou „Katolickou“ akcí. Nyní již boj rychle gradoval. Odpovědí církve byla exkomunikace participantů tzv. Katolické akce (20. června 1949) a všech členů komunistické strany (1. července 1949) a pastýřský list Hlas biskupů a ordinářů věřícím v hodině velké zkoušky. Odpovědí státu bylo přerušení diplomatických styků s Vatikánem a přijetí zákonů podřizujících církev státní moci; nyní tak již komunistické vedení de facto církev zbavilo nezávislosti. Katoličtí biskupové byli nezákonně internováni a bylo jim znemožněno vykonávat své úřady.

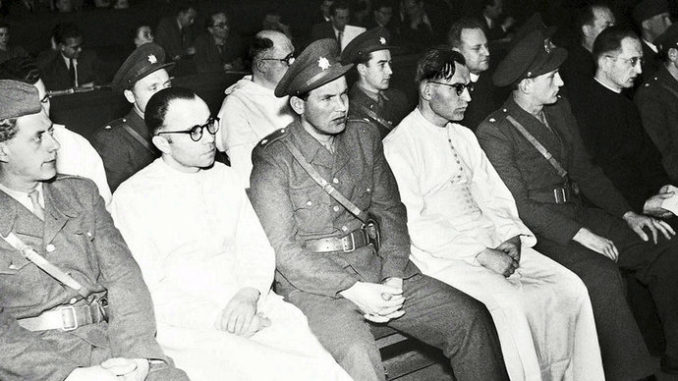
Obžalovaní během procesu s duchovními u Státního soudu v Praze

V roce 1950 se odehrál první monstrproces, který měl zdiskreditovat významné představitele řádů. Ihned poté byly v Akci K zlikvidovány mužské kláštery a 2376 řeholníků internováno v tzv. centralizačních klášterech, což byly kláštery přeměněné na koncentrační tábory. Ve stejný den byla v Akci P násilně sloučena řeckokatolická církev s pravoslavnou, jak již bylo dříve plánováno. Poté byla zahájena Akce Ř, postupná likvidace a vytěsňování ze společnosti u ženských řeholních společenstev, která byla ovšem pozvolnější a narážela na potíže, jak nahradit školený personál v nemocnicích a sociálních zařízeních. Z pokrokových kněží byl ustanoven Velehradský výbor katolického duchovenstva.
Během let 1949–1951 byli StB internováni nebo zcela izolováni všichni biskupové mimo Antonína Eltschknera, nejdéle:
- 1949–1965 pražský biskup Josef Beran
- 1949–1953 litoměřický biskup Štěpán Trochta
- 1950–1963 brněnský biskup Karel Skoupý
- 1950–1963 českobudějovický biskup Josef Hlouch
- 1950–1961 olomoucký biskup Josef Matocha

Během ledna 1950 až ledna 1953 byli zatčení a posléze odsouzeni ve vykonstruovaných procesech biskupové:
- v lednu 1950 spišský biskup Štefan Barnáš, odsouzen 1951 na 15 let těžkého žaláře
- v dubnu 1950 řeckokatolický biskup Pavel Peter Gojdič, odsouzen 1951 na doživotní žalář
- v červenci 1950 pomocný olomoucký biskup Stanislav Zela, odsouzen 1950 na 25 let těžkého žaláře
- v září 1950 spišský biskup Ján Vojtaššák, odsouzen 1951 na 24 let těžkého žaláře
- v září 1950 tajný biskup Ladislav Hlad, odsouzen 1950 na 3 roky těžkého žaláře
- v říjnu 1950 řeckokatolický biskup Vasiľ Hopko, odsouzen 1951 na 15 let těžkého žaláře
- v červenci 1950 trnavský biskup Michal Buzalka, odsouzen 1951 na doživotní žalář
- v červenci 1951 pomocný olomoucký biskup František Tomášek, propuštěn bez soudu 1954
- v červenci 1951 královéhradecký Karel Otčenášek, odsouzen 1954 na 25 let těžkého žaláře

Po roce 1960 došlo k druhé vlně soudů:
- biskup Ladislav Hlad, odsouzen 1960 na 9 let žaláře
- biskup Dominik Kaľata, odsouzen 1960 na 4 roky žaláře
- biskup Ján Chryzostom Korec, odsouzen 1960 na 12 let žaláře
- biskup Peter Dubovský, odsouzen 1962 na 6 let žaláře

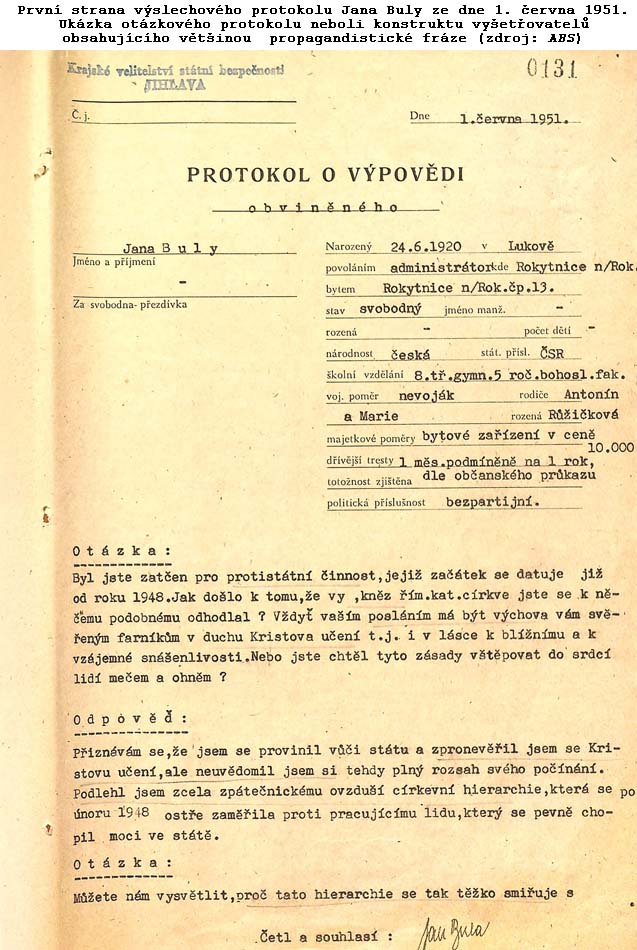
Protokol o výslechu Jana Buly

Věznění se nevyhnulo ani řadovým kněžím či dokonce řeholním sestrám (např. boromejka Marie Vojtěcha Hasmandová). V roce 1950 zemřel na následky bestiálního mučení při výsleších kněz Josef Toufar, vyšetřovaný v souvislosti s kauzou dodnes nevyjasněného tzv. Číhošťského zázraku. V roce 1951 byli v souvislosti s tzv. případem Babice popraveni tři kněží ze západní Moravy (Jan Bula, Václav Drbola a František Pařil) a další tři kněží (Jan Podveský, Josef Valerián a moravskobudějovický děkan Josef Opletal) byli několik let vězněni. Někteří duchovní zemřeli ve vězeních z důvodu odepření lékařské péče (např. salesián Vojtěch Basovník).
Známo je také několik případů záhadných úmrtí kněží, obvykle oficiálně prezentovaných jako sebevraždy. V roce 1950 za záhadných okolností zemřel děkan Ludvík Sobek v Petrovicích u Karviné (podle oficiální verze spáchal sebevraždu), zhruba o rok později rovněž za nejasných okolností zemřel kněz litoměřické diecéze Emil Brůna. V roce 1960 pak Franz Sitte, farář v Bořislavi u Teplic měl údajně spáchat sebevraždu během svého věznění ve vyšetřovací vazbě (vyšetřování v 90. letech 20. století dokázalo, že ve skutečnosti byl zavražděn).

## Státní normalizace

Biskup Štěpán Trochta s Jaromírem Korejsem, před nimi biskup Ladislav Hlad, Litoměřice 1969

Po roce 1968 spočívalo pronásledování převážně v ideologickém dozoru tzv. církevních tajemníků nad činností kněží. Kněží, kteří se nepodřídili, byli často i za maličkosti zbaveni tzv. státního souhlasu k výkonu duchovenské činnosti a za jakoukoliv státem netolerovanou činnosti byli trestně stíháni pro tzv. maření státního dozoru nad církvemi. Státní bezpečnost také sledovala a potírala činnost tzv. podzemních částí církve. Výsledkem této normalizace a činnosti tzv. církevních tajemníků, byla kromě jiného i smrt vězně několika koncentračních táborů sídelního biskupa litoměřického Štěpána kardinála Trochty, pouhý jeden rok od odtajnění jeho kardinálské hodnosti v roce 1973 a jeden rok předtím, tedy 1972, kdy byl "ubit" sídelní biskup českobudějovický Josef Hlouch. Začátkem 80. let došlo v Polsku i Československu k několika vraždám přičítaných snaze tajných policií zmařit kontakty církve s Vatikánem a církví na Západě. Dosud zůstávají otazníky například nad smrtí Přemysla Coufala, tajně působícího benediktinského opata i Pavla Švandy, synovce kardinála Špidlíka, po jeho návratu z Itálie.

## Následky pronásledování v situaci po roce 1989
Situace v katolické církvi se normalizovala až po roce 1989, kdy byla v postkomunistických státech uskutečněna ze strany státu plná náboženská svoboda. Nedořešen zůstal dosud ekonomicko-právní vztah státu a církve. Církev sama se potýká s polarizací vzniklou tím, že ve skryté části církve se během pronásledování rozvinula větší teologická otevřenost a pluralita i netradiční formy církevní praxe, zatímco oficiální teologické vzdělání bylo méně kvalitní, uzavřené novým teologickým proudům a omezované státní mocí a veřejná činnost církve byla omezena na kostelní bohoslužby. Někteří teologové či ženatí kněží, kteří se v roce 1990 zařadili do oficiální činnosti církve, z ní byli následně opět vytlačeni. Napjatá atmosféra byla i ohledně kněží nebo jiných osob v církevním aparátu, kteří byli členy kolaborantské kněžské organizace Pacem in terris nebo byli spolupracovníky Státní bezpečnosti. Zvláštní napětí panovalo například mezi některými kněžími, kteří pracovali bez státního souhlasu (Anton Srholec), a nacionalisticky orientovaným trnavským arcibiskupem Jánem Sokolem, který byl evidován jako spolupracovník StB.

## Zákony využívané v boji proti katolické církvi

### Ústava z 9. května 1948
Ústava měla teoreticky garantovat práva občanů (včetně náboženských), byla do ní však vtělena obecná omezení těchto práv, která dávala prostor ostatním zákonům a soudům k radikálním omezením a postihům těchto práv v míře, jaká byla v demokratických státech nemyslitelná a umožňovala kriminalizaci i čistě náboženských úkonů. Ne vždy byl problém přímo ve formulaci těchto omezení, někdy stačily formulace běžné v demokratických státech, vykládané ovšem na základě oficiálního komunistického pohledu, že stát = komunistická strana a že zájmy těchto subjektů jsou totožné, takže i náboženská výchova dětí mohla být v tomto úhlu pohledu brána jako útok proti republice. Prezident Edvard Beneš ji odmítl podepsat a krátce poté musel z funkce odstoupit.
Nejdůležitějšími paragrafy Ústavy z pohledu církve byly:
- paragraf 14, který stanovil, že veškerá výchova a vyučování musí být vedena v souladu s vědeckým poznáním a nesmí být v rozporu se zájmy lidově demokratického zřízení – tento paragraf vedl v praxi k radikálnímu omezení výuky náboženství a k prosazení tzv. vědeckého materialismu a dalších komunistických východisek jako jediných ideologických základů státem řízené výchovy a výuky. Zároveň jím bylo odůvodňováno odpírání vyššího vzdělávání a pozic ve školství věřícím lidem

- paragraf 15, který zaručoval svobodu světového názoru, víry nebo přesvědčení, vylučoval ale svobodu odmítnout plnit občanskou povinnost uloženou zákonem z důvodu svědomí, což umožňovalo postihy za odpírání služby v armádě. V pružném uvažování komunistických úřadů a justice pak byly z tohoto odvozovány i postihy proti lidem odmítajícím volit atd.

- paragraf 16, který stanovil, že občané s jakýmkoliv vyznáním i bez vyznání jsou si rovni. Tento paragraf byl masově porušován, obecně byli jednoznačně preferováni lidé bez vyznání, zatímco věřícím bylo systematicky odpíráno vzdělání i významné posty

- paragraf 17: stanovoval svobodu konání náboženských úkonů, ale zároveň pravil, že je nelze zneužívat k nenáboženským účelům či jej praktikovat v rozporu s veřejným pořádkem a dobrými mravy. V praxi byl zneužíván hlavně k odůvodnění zákazů všech mimokostelních podniků církve a k navození trestnosti u běžných náboženských úkonů

- paragraf 18: tvrdil, že každý může v mezích zákona projevovat své mínění slovem, písmem, tiskem, obrazem nebo jakýmkoliv jiným způsobem; i tento paragraf byl masivně porušován

### Církevní zákony

#### Zákon č. 217/1949 Sb.
- zákon o zřízení Státního úřadu pro věci církevní

#### Zákon č. 218/1949 Sb.
- zákon o hospodářském zabezpečení církví a náboženských společností. Tento zákon platil v novelizované podobě až do roku 2012, kdy byl přijat Zákon o majetkovém vyrovnání s církvemi a náboženskými společnostmi.

### Trestní právo

#### Zákon na ochranu lidově demokratické republiky
- zákon č. 231/1948 Sb. (zákon na ochranu lidově demokratické republiky)
- § 28 definoval trestný čin zneužití úřadu duchovního nebo jiné podobné funkce

- zákon č. 247/1948 Sb. (zákon o táborech nucené práce) – na jeho základě byly tisíce lidí bez soudu odeslány na převýchovu do táborů nucených prací, postačilo administrativní rozhodnutí, že nemají kladný poměr k socialistickému zřízení. Byla mezi nimi řada kněží a aktivních křesťanů, které režim shledal nepohodlnými (později roli TNC převzaly PTP).

#### Trestní zákony
Trestný čin maření dozoru nad církvemi a náboženskými společnostmi:
- § 173 a 174 zákona č. 86/1950 Sb. (trestní zákon)
- § 178 trestního zákona č. 140/1961 Sb. (trestní zákon)